# Esencial (álbum de Malú)
Esencial es el segundo recopilatorio de grandes éxitos de Malú y decimosegundo álbum en la discografía de la cantante. Fue realizado por Sony Music y publicado el 31 de julio de 2012, a pocos meses de estrenarse la presentación de la cantante en el nuevo programa La Voz. El álbum reúne sus treinta canciones más emblemáticas en un doble CD, desde sus clásicas baladas «Me quedó grande tu amor» o «Enamorada», hasta las más bailables como «Toda» y «No me extraña nada».

## Antecedentes
Sony Music lanzó al mercado la línea Esencial, dobles recopilatorios de canciones de artistas consagrados de su cantera. Además de Malú, se llegaron a publicar recopilatorios de otros artistas como Luis Eduardo Aute, Mónica Naranjo o Camilo Sesto.

## Recepción
El álbum llegó a alcanzar la posición 40 en la lista oficial de ventas Promusicae. Permaneció 12 semanas entre los discos más vendidos de España.

## Lista de canciones

### CD 1
| N.º | Título                                    | Escritor(es)                                       | Duración |  |
| 1.  | «Toda»                                    | Estéfano                                           | 3:23     |  |
| 2.  | «Te conozco desde siempre»                | Gustavo Santander · Fernando Osorio                | 3:36     |  |
| 3.  | «No me interesa»                          | Erika Ender                                        | 3:09     |  |
| 4.  | «Ahora tú»                                | Rafael Vergara · Antonio Rayo Gibo                 | 3:45     |  |
| 5.  | «Cambiarás»                               | Sandro Giacobbe · Grasso                           | 4:14     |  |
| 6.  | «No me extraña nada»                      | Fernando Riba · Kiko Campos                        | 4:22     |  |
| 7.  | «Aprendiz»                                | Alejandro Sanz                                     | 4:47     |  |
| 8.  | «Cómo te olvido» (con Jerry Rivera)       | Andrés Alcaraz · Diego Vanegas · David López       | 2:59     |  |
| 9.  | «Si estoy loca»                           | David Santisteban · Gemma Gallardo · Pablo Pinilla | 3:36     |  |
| 10. | «Diles»                                   | David Santisteban · Marco Dettoni                  | 3:36     |  |
| 11. | «Ni un segundo»                           | Leonel García                                      | 3:37     |  |
| 12. | «Sin ti todo anda mal»                    | Estéfano                                           | 4:17     |  |
| 13. | «Qué más te da»                           | Jose Mª de la Riva                                 | 3:18     |  |
| 14. | «Devuélveme la vida» (con Antonio Orozco) | Antonio Orozco                                     | 4:05     |  |
| 15. | «Y si fuera ella»                         | Alejandro Sanz                                     | 5:38     |  |

### CD 2
| N.º | Título                        | Escritor(es)                                                 | Duración |  |
| 1.  | «Nadie»                       | David Santisteban                                            | 3:45     |  |
| 2.  | «Como una flor»               | Carlos Javier Molina · Antonio Raúl Fernández                | 5:01     |  |
| 3.  | «Me quedó grande tu amor»     | Estéfano                                                     | 4:31     |  |
| 4.  | «Enamorada»                   | David DeMaría · David Santisteban                            | 3:17     |  |
| 5.  | «Duele»                       | Carlos J. Molinarios · Antonio Raúl Fernández                | 3:45     |  |
| 6.  | «Blanco y negro»              | María Bernal · Aitor García · Jules Ramllano · Armando Ávila | 3:54     |  |
| 7.  | «Sabes bien»                  | Lucía Caramés                                                | 3:19     |  |
| 8.  | «No voy a cambiar»            | Airam Etxániz                                                | 3:42     |  |
| 9.  | «Ven a pervertirme»           | Teo Cardalda · Juan Mari Montes                              | 4:24     |  |
| 10. | «Desafío»                     | Carlos Javier Molina                                         | 4:23     |  |
| 11. | «A esto le llamas amor»       | Rafael Vergara                                               | 3:55     |  |
| 12. | «Siempre tú»                  | Estéfano                                                     | 4:06     |  |
| 13. | «Si tú me dejas»              | Fernando Villar · Iosune Díaz                                | 6:01     |  |
| 14. | «Quién»                       | Armando Ávila · Ángel Reyero                                 | 3:29     |  |
| 15. | «A tu vera» (versión directo) | Solano · León                                                | 5:09     |  |

## Créditos y personal
- Archivo Sony Music: fotografías
- Máximo Raso: diseño gráfico

Créditos adaptados desde las notas de Esencial (2012).

## Posicionamiento en listas

### Listas semanales
| Listas (2013)       | Mejor posición |
| ------------------- | -------------- |
| España (PROMUSICAE) | 40             |